# Makulatur
Eine Makulatur (lateinisch maculatura ‚beflecktes Ding‘, von macula ‚Fleck‘) ist nutzlos gewordenes, in der Regel schon bedrucktes Papier (Altpapier).

## Verwendung

### Makulatur als Altpapier

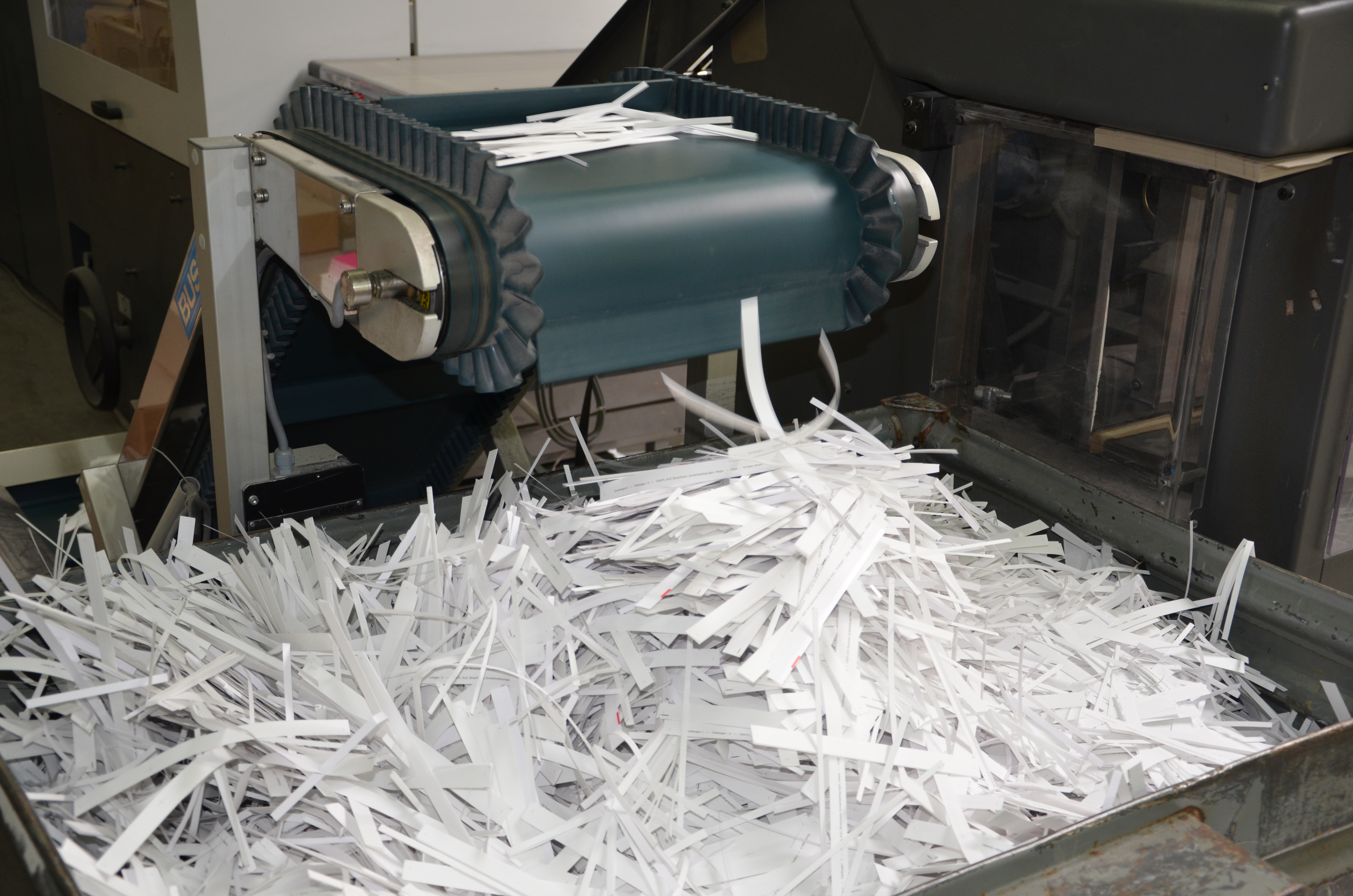
Makulatur vom Randbeschnitt einer Broschur als sortenreines Altpapier

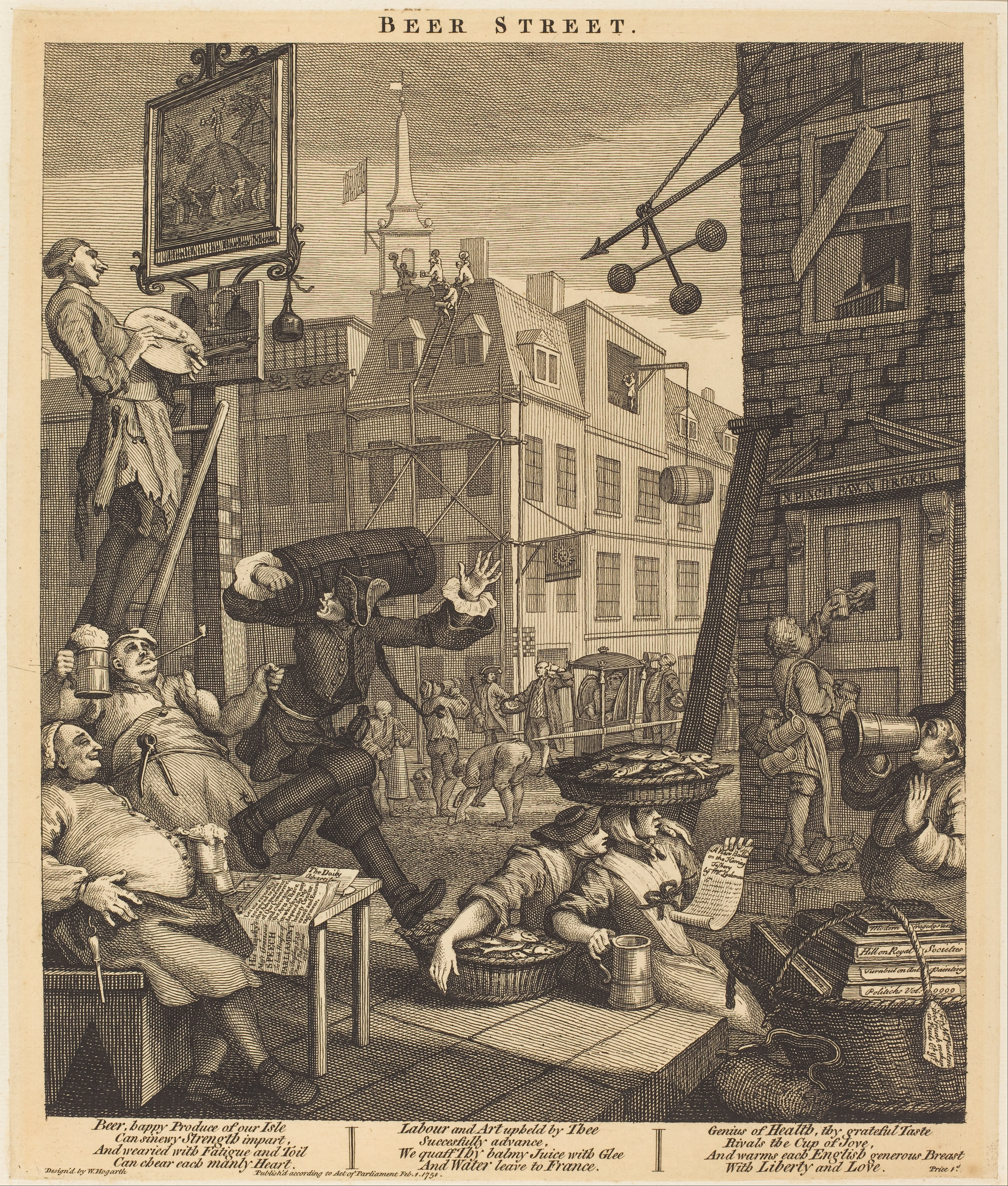
Die Bücher im Korb gehen an den Täschner, der das Papier zum Ausfüttern von Koffern verwendet (William Hogarth, 1751)

Insbesondere und ursprünglich wird im Druckwesen der Ausdruck Makulatur für Papierbogen verwendet, die beim Drucken z. B. durch Druckfehler verdorben wurden sowie anderweitig schad- oder fehlerhaft sind und somit nicht mehr zum Drucken benutzt werden können. Auch nicht zu verwendende Einrichtebögen aus einer Druckmaschine bezeichnet man als Makulatur.
Als wertlos definierte Bücher und Akten, die zum Beispiel im Laufe der Zeit an Aktualität verloren haben, können zu Makulatur werden. In Archiven wird dies als Kassation bezeichnet. In Bibliotheken und Museen spricht man dabei von Deakzession, wenn als überholt erachtete, stark beschädigte oder nicht benutzte Bücher oder Sammlungsgegenstände in regelmäßigen Abständen aussortiert werden. Ausnahmen sind meist Nationalbibliotheken, einige Landesbibliotheken und einige wenige Bibliotheken mit besonders wertvollem historischem Buchbestand, zum Beispiel die Staatsbibliothek zu Berlin.
Für das Buchbinden wurden unter anderem im Mittelalter vor allem Pergament (Pergamentmakulatur), aber auch Papier nicht mehr benötigter Bücher als Makulatur zur Verstärkung in Einbänden verwendet. Dadurch können Werke fragmentarisch in die Gegenwart überliefert worden sein, die möglicherweise ansonsten verloren gegangen wären.
Makulatur in der Philatelie bezeichnet Druckbogen, die durch Druckfehler, Fehler des Papiers oder der Zähnung nicht mehr verausgabt werden können und vernichtet werden müssen.

### Makulatur als umgangssprachlicher Begriff
Umgangssprachlich werden auch Verträge oder Gesetze, die nicht eingehalten oder umgesetzt werden, als Makulatur bezeichnet. Ebenso umgangssprachlich kann der Begriff Schmierpapier für die Verwertung von Makulatur bezeichnet werden, indem die leeren Rückseiten einseitig bedruckter und nicht mehr benötigter Einzelblätter weiterverwendet werden. Ferner noch wird in diesem Zusammenhang oft davon geredet, dass etwas „zur Makulatur geworden ist“. Dabei wird der Begriff teilweise auch als Synonym für überholte oder gar sinnlose Dokumente verwendet.

### Makulatur beim Tapezieren
Beim Tapezieren bezeichnet Makulatur traditionell eine Untertapete aus Papier, welche die Saugfähigkeit des Untergrundes reduzieren und Unebenheiten in der Wand ausgleichen sollte. Früher wurden teilweise alte Zeitungen verwendet (aus diesem Grund findet man heute beim Renovieren ab und zu noch alte Zeitungen). Heute verwendet man Rollenmakulatur aus Papier oder Vlies. Flüssigmakulatur besteht aus einer Mischung aus Kleister und Füllstoff und wird mit einer Bürste auf die Wand aufgetragen. Streichmakulatur kann nur schwer gleichmäßig verteilt werden und wird deshalb heute nur mehr sehr selten verwendet.
Klassische Rollenmakulatur (Rollenmaß: 33,5 × 0,56 m) besteht aus dünnem, holzhaltigem Papier mit einem Papiergewicht von 60 g bis 120 g, voll geleimt und farblich hell. Die Makulatur erzielt einen gleichmäßigen saugfähigen und hellen Untergrund, der bei allen durchscheinenden Tapeten erforderlich ist. Die Tapeziersicherheit wird erhöht, Trocknungsspannungen aufgefangen, Nahtöffnungen verhindert. Die Bahnbreite weicht von der üblichen Tapetenbreite von 0,53 m ab, damit die Nähte von Makulatur und der darauf verklebten Tapete nicht übereinanderliegen.
Makulatur wird angewendet, um 1) Unebenheiten in der Wand auszugleichen, 2) Risse (Haarrisse und Netzrisse) zu überbrücken, 3) die Tragfähigkeit und Saugfähigkeit des Tapezieruntergrundes zu verbessern, 4) einen gleichfarbigen Untergrund herzustellen und 5) Spannungen zwischen Übertapete und Untergrund auszugleichen.
Weiters ist die Makulatur unumgänglich bei der Verarbeitung von Metall- und Naturwerkstofftapeten (Seidentapeten), um ein Verfärben der Tapeten zu vermeiden. Zudem eignet sie sich besonders bei hochwertigen, schwer zu verarbeitenden Wandbelägen, die hohen Spannungen ausgesetzt sind. Die Verklebung erfolgt mit dem gleichen Kleber wie bei der nachfolgenden Tapete.
Die Spezialsorte „spaltbare Makulatur“ ist ein zweischichtiges Makulaturpapier, das sich beim Abziehen der darauf geklebten Tapete spaltet, wobei der auf der Wand verbleibende Teile als Untergrund für die neue Tapete verwendet wird.
Nach kurzer Einweichzeit wird die Makulaturtapete auf Stoß tapeziert.

### Makulatur in der Außenwerbung
Makulaturpapier oder auch Auskleidepapier werden unifarbig weiße Bögen genannt, die zum Abdecken alter Plakate z. B. auf Litfaßsäulen verwendet werden. Sie bestehen nicht aus Altpapier, sondern werden frisch hergestellt, da sie teilweise auch zur Unterfütterung kleiner Plakate verwendet werden.
Wenn über das alte Plakat von der Größe DIN A1 ein neues Plakat Größe DIN A2 geklebt werden soll, wird vorher ein DIN-A1-Bogen Makulaturpapier auf das alte Plakat geklebt und darauf dann das kleinere, neue Plakat.